# مطارفه (استان مسیله)
مطارفه (به عربی: المطارفة) یک شهرداری در الجزایر است که در استان مسیله واقع شده‌است.
 مطارفه  ۸٬۷۰۴ نفر جمعیت دارد.